# President de la Nació Navajo
El càrrec de president de la Nació Navajo fou creat en 1991 després de la reestructuració del govern nacional de la Nació Navajo. El president i el vicepresident són escollits cada quatre anys.

## Presidents
| Nom                   | Inici mandat         | Fi mandat            | Vicepresident de la Nació Navajo                     |
| --------------------- | -------------------- | -------------------- | ---------------------------------------------------- |
| Peterson Zah          | 15 de gener de 1991  | 10 de gener de 1995  | Marshall Plummer                                     |
| Albert Hale           | 10 de gener de 1995  | 19 de febrer de 1998 | Thomas Atcitty                                       |
| Thomas Atcitty        | 19 de febrer de 1998 | 23 de juliol de 1998 | Milton Bluehouse, Sr.                                |
| Milton Bluehouse, Sr. | 24 de juliol de 1998 | 12 de gener de 1999  | Frank Chee Willeto (des d'agosta de 1998)            |
| Kelsey Begaye         | 12 de gener de 1999  | 14 de gener de 2003  | Taylor McKenzie                                      |
| Joe Shirley, Jr.      | 14 de gener de 2003  | 11 de gener de 2011  | Frank Dayish, Jr. (2003-2007) Ben Shelly (2007-2011) |
| Ben Shelly            | 11 de gener de 2011  | Present              | Rex Lee Jim                                          |